# Гарина, Леда Евгеньевна
Леда Евгеньевна Гарина (при рождении - Наталья; род. 14 октября 1981, Ленинград) — российский театральный режиссёр, гражданская активистка и феминистка. Создательница феминистского проекта «Рёбра Евы». После вторжения России на Украину переехала в Тбилиси, столицу Грузии.

## Биография
Мать — филолог Татьяна Витальевна Гарина, преподаватель кафедры философии образования ЛГУ им. А. С. Пушкина. Младший брат — актёр Владимир Гарин (1987—2003), сыгравший одну из главных ролей в фильме «Возвращение» Андрея Звягинцева и погибший за два месяца до премьеры данного фильма.
В 1999 году поступила в Санкт-Петербургскую государственную академию театрального искусства (СПбГАТИ), на факультет актёров музыкального театра. Была отчислена с 4-го курса, в 2003 году поступила на факультет режиссуры музыкального театра, курс А. В. Петрова, который окончила в 2008 году. С 2017 по 2019 год училась в Санкт-Петербургской школе нового кино (СПбШНК) на отделении общей режиссуры.

## Акционизм и активизм

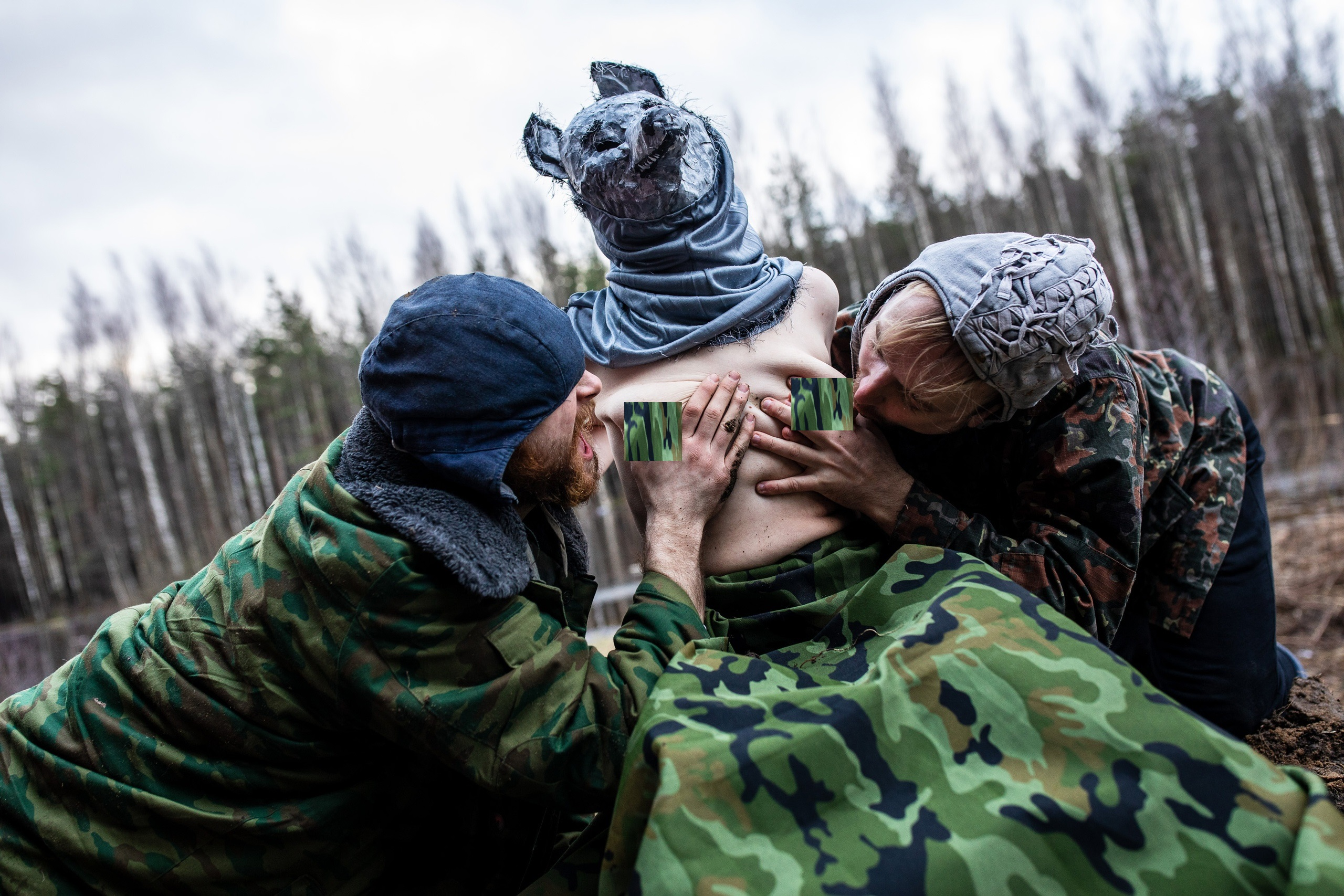
Троеборье «Гонки героев» в День защитника Отечества в Санкт-Петербурге в 2020 году. «Победителям было предложено приложиться к груди Родины-матери», — Леда Гарина

Является автором акций 2011 года «Поход белок на Смольный» (в поддержку инициативной группы «Защитим Удельный парк»), «Слей Единую Россию», «Агитатора Единой России сбросили в реку».
В 2012 году провела акцию «Распятие демократии» в поддержку участниц Pussy Riot у Спаса на Крови в Санкт-Петербурге. Акция включала символическое распятие женщины в балаклаве (как у участниц Pussy Riot). На горизонтальной перекладине креста была надпись «Здесь может быть ваша демократия», на ящике для подаяний — «На восстановление репутации РПЦ».
В 2013 году провела акцию «Дети против храмов» с участием детей против строительства храма в честь Сошествия Святого Духа на апостолов на Долгоозёрной улице в Санкт-Петербурге. Дети держали плакаты с надписями «Православный лесоруб вырубает парки — Сатана пообещал ценные подарки», «Православный бизнесмен вырубает скверы — Воздух нужен Сатане, детям хватит веры» и другими.
Является автором акции с антивоенными плакатами, имитирующими детские рисунки, в петербургском метро в День защитника Отечества в 2015 году, акции «Дорога к храму» (выложенной «мёртвыми» телами женщин) в День защитника Отечества в 2016 году. В 2017 году участвовала в антимилитаристской акции «Родина-мать» в День защитника Отечества у Вечного огня на Марсовом поле в Санкт-Петербурге. Является автором акции «Рожай мясо» у стен военкомата Ленинградской области в День защитника Отечества в 2019 году, акции-троеборья «Гонки героев» в День защитника Отечества в 2020 году.
Провела акцию против декриминализации побоев у Московского вокзала в Санкт-Петербурге в январе 2017 года.
Является автором акции «Захват Кремля» в 2017 году в Кремле в Международный женский день. Известность получили фотографии с баннером «200 лет мужчины у власти — Долой!» на кремлевской стене и баннером «Национальная идея — феминизм» на Угловой Арсенальной башне. Подлинность последней фотографии обсуждалась. 9 марта Гарина выступила с открытым письмом, где рассказала, что фотография создана в графическом редакторе.
Является автором акции «Государство на крови» в День России (12 июня) в 2022 году в Тбилиси.
Является основательницей, идеологом и куратором феминистского проекта «Рёбра Евы», включающего одноимённый фестиваль, проводимый в Санкт-Петербурге. Проект организован в 2016 году.
В августе 2017 года задержана полицией вместе с другими организаторами при попытке провести феминистский лагерь на берегу Чёрного моря в Краснодарском крае.
Координировала работу фем-кафе «Симона», которое открылось в Санкт-Петербурге в феврале 2019 года. Кафе работало как коворкинг для девушек. Вход мужчинам был запрещён, однако в кафе пытался прорваться скандально известный депутат Госдумы Виталий Милонов, его посетили журналист Алексей Нимандов (под видом трансгендерного человека) и активисты кремлёвского движения «Сеть». В ответ на визит «Сети» в фем-кафе «Симона» в 2019 году провела в Международный женский день акцию похорон в цветах на ступеньках Дворца бракосочетаний на Английской набережной с плакатами «Ваши цветы прорастут на могиле патриархата» и «Кто к нам с чем за чем — тот от того и того!».
Являлась спикером по вопросам антимилитаризма и аболиционизма на конференциях в Швеции, Норвегии (Generation XXX? 2018), Аландских островах в Финляндии (Åland 17), Великобритании (FiLia 2017), Бельгии.

## Создание контента
С 2010 года состояла в движении «Питерские родители», протестовавшем против закона о коммерциализации бюджетной сферы — 83-ФЗ «О внесении изменений в отдельные законодательные акты Российской Федерации в связи с совершенствованием правового положения государственных (муниципальных) учреждений» (принят Госдумой 23 апреля 2010 года). В рамках сотрудничества с проектом сняла ролик с саркастическим обращением детей к президенту Дмитрию Анатольевичу Медведеву, который собрал за 4 дня более 100 тысяч просмотров, и «без предупреждения и каких-либо объяснений» был удалён с YouTube.
В 2012 году выпустила более 70 материалов на сайте фейковых новостей Fognews, в том числе популярные «новости» о том, что Владимир Жириновский ушёл из политики, Валерий Гергиев поддержал Pussy Riot, Виталий Милонов предложил ввести обязательный призыв для нерожавших женщин.
В 2013—2014 годах совместно с ведущей радио «Комсомольская правда в Санкт-Петербурге» Ольгой Маркиной и ведущим Дмитрием Филипповым вела программу «Женские глупости» на радио Фонтанка FM, посвящённую вопросам дискриминации женщин. В 2014 году выпуски программ вышли в формате аудиокниг.
В 2015 году, в рамках борьбы с антиабортными инициативами запустила канал «Право на аборт» на YouTube.
В 2016 году совместно с художницей Юлией Курди как сценарист выпустила короткометражную анимационную работу «Сквозь асфальт» по мотивам опубликованного в 1971 году эссе американского историка искусств, профессора Линды Нохлин «Почему не было великих художниц?».
Является одним из авторов на платформе «Сказки для девочек», автором материалов о гендерной дискриминации и акционизме в изданиях Colta.ru и Forbes.ru, куратором лаборатории фем-драматургии в Алматы, столице Казахстана (Fem Workshop Almaty), пьесы которой вошли в сборник «Причинное место», состоящий из текстов, написанных в 2020—2022 годах писательницами из Центральной Азии и других постсоветских регионов.
В 2022 году совместно с некоммерческой организацией «Стеллит» выпустила короткометражную работу «Каждый пятый», посвящённую сексуализированному насилию в адрес детей.
C 2023 года является автором и куратором вместе с Юлией Карпухиной антиколониального канала «Зубы дракона — феминистская критика имперских мифов» на YouTube.

## Театральная режиссура

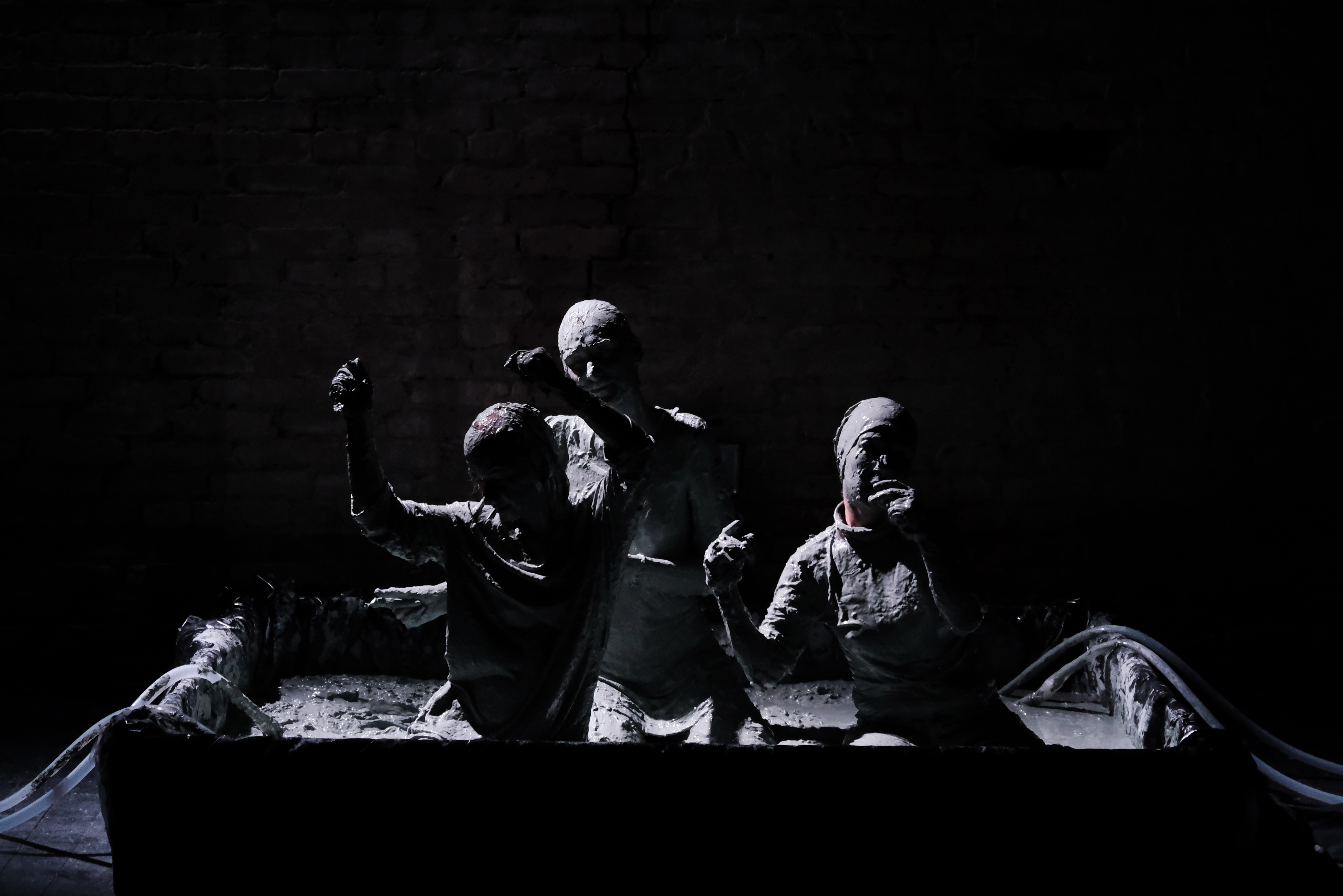
Спектакль «Комплекс Электры» 27 февраля 2021 года

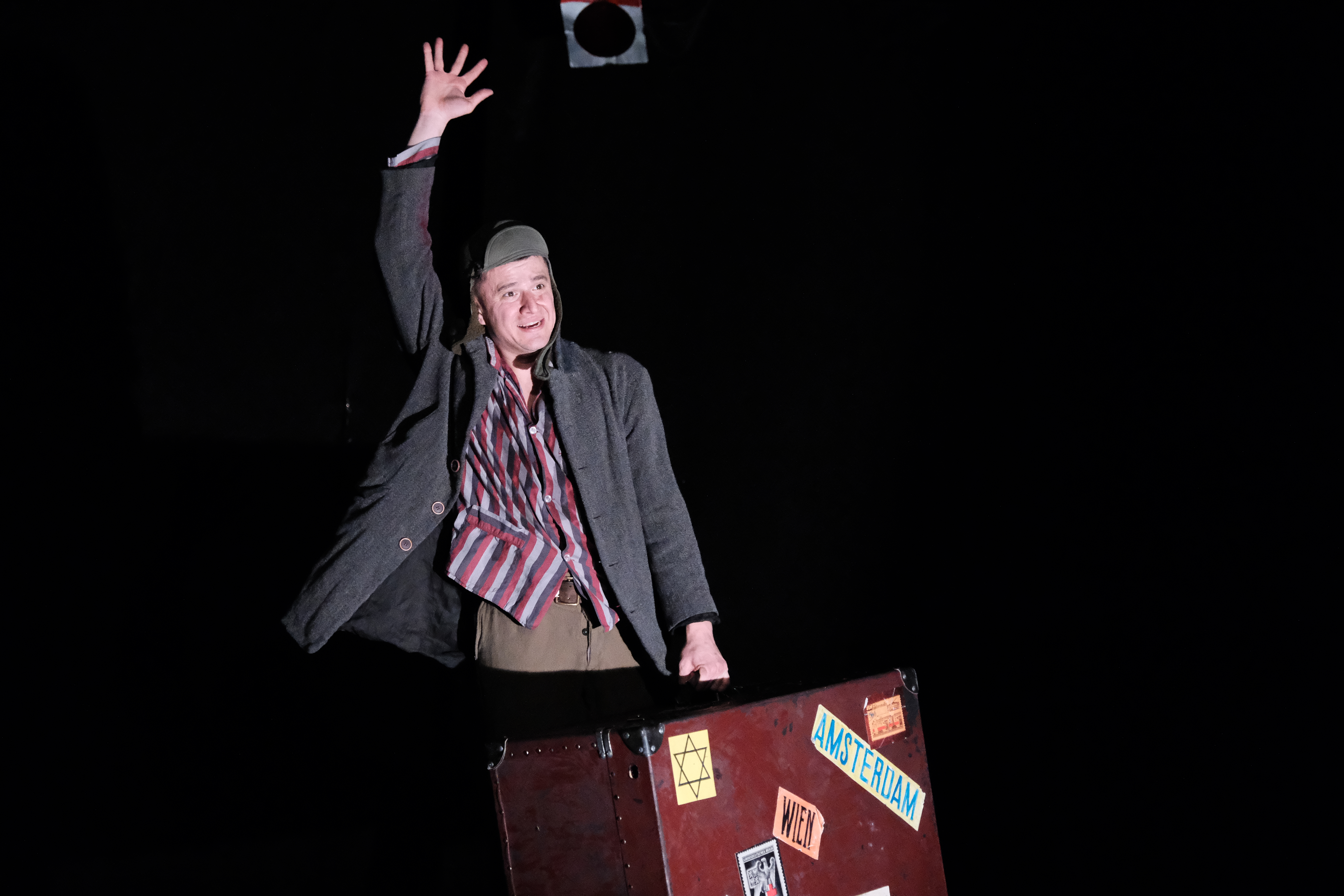
Спектакль «Откуда берутся дети?» 11 апреля 2021 года

В апреле 2010 году участвовала в лаборатории «Молодые режиссёры — детям» СТД РФ в рамках VII Всероссийского фестиваля театрального искусства для детей «Арлекин» в Санкт-Петербурге. Представила на лаборатории творческий показ спектакля «Откуда берутся дети?» по произведениям Людвика Ашкенази.
Поставила спектакль «Почему я такая дура?» (премьера 4 декабря 2011 года).
С 2005 по 2022 год работала штатным режиссёром в Санкт-Петербургском государственном детском музыкальном театре «Зазеркалье». По состоянию на 2023 год там можно увидеть работы Леды Гариной: спектакль по сказке «Крокодил» Корнея Чуковского и спектакль «Откуда берутся дети?» по произведениям Людвика Ашкенази. За спектакль «Крокодил» Леда Гарина награждена дипломом XXIII фестиваля «Театры Санкт-Петербурга — детям» «за смелость и поиск игровых форм прочтения поэзии К. Чуковского». Вручение наград состоялось 16 апреля 2014 года.
С 2014 года является режиссёром независимых инклюзивных спектаклей. Поставила благотворительный спектакль по пьесе «Монологи вагины» Ив Энслер, совместно с «ИНГО. Кризисный центр для женщин», в рамках кампании V-Day в 2015 году благотворительный спектакль «За каменной стеной» по мотивам сборника текстов против насилия над женщинами «Воспоминание, Монолог, Песнь и Молитва» (A Memory, a Monologue, a Rant and a Prayer, редактор Ив Энслер), в 2016 году — документальный спектакль «Правила ведения войны» о военных изнасилованиях. Поставила в сотрудничестве с проектом «Тебе поверят» документальный спектакль «Комплекс Электры», включающий личные истории людей, переживших сексуальное насилия над детьми и подростками. Поставила документальный спектакль о женщинах, ставших жертвами коммерческой секс-индустрии в России и за рубежом «Точка отсчёта».

## Личная жизнь
Была замужем за археологом Александром Константиновичем Очередным (род. 1975), научным сотрудником Института истории материальной культуры РАН. Разведена.
В 2008 году родила дочь Алёну.